# 道恩 (德国)
道恩（德語：Daun，發音：[daʊn] ⓘ）是德国莱茵兰-普法尔茨州艾费尔火山县的城市，也是艾费尔火山县的县治，面积49.02平方千米，2023年12月31日人口为8,220人。